# ファビオ・カサルテッリ
ファビオ・カサルテッリ（Fabio Casartelli、1970年8月16日 - 1995年7月18日）は、イタリア・コモ県アルベーゼ・コン・カッサーノ出身の自転車ロードレース選手。

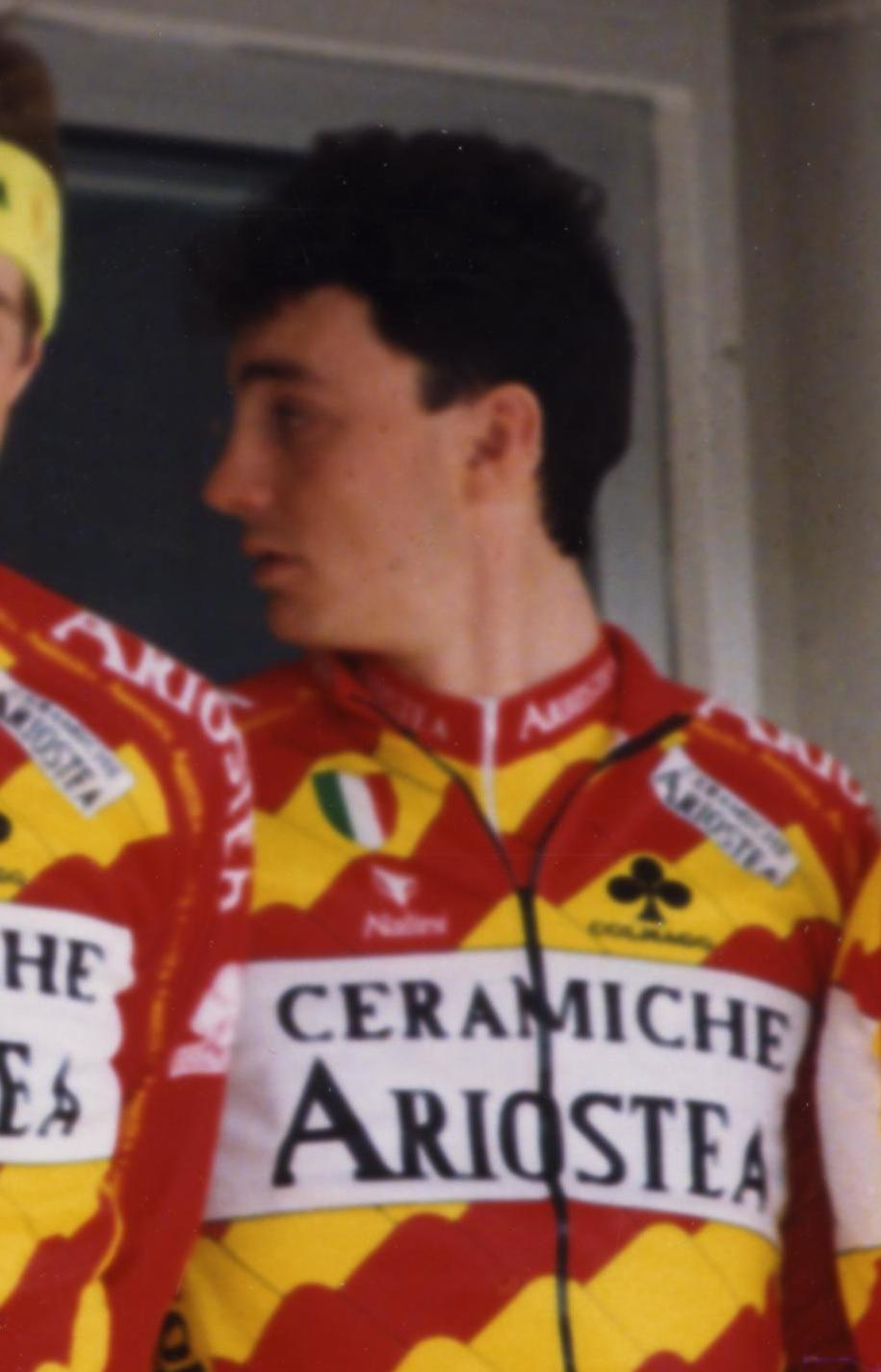
1993年

## 略歴

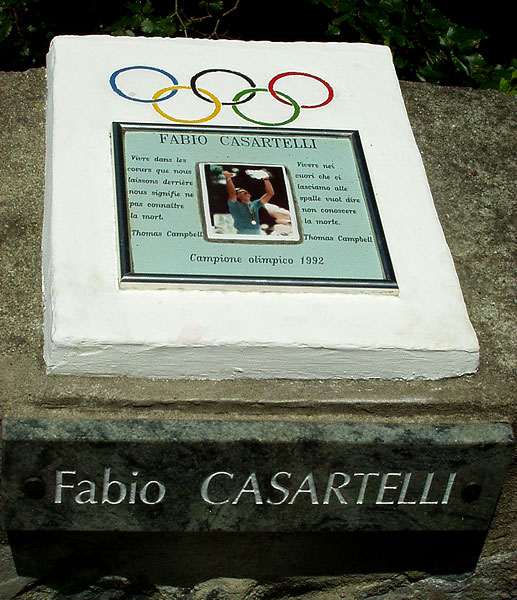
クラッシュ地点に設置された記念碑

1992年にバルセロナオリンピックの自転車個人ロードレースで金メダルを獲得するなど、アマチュア時代には数多くの大レースを制し、将来を嘱望される選手だった。
1993年にチーム・アリオステアと契約してプロに転向。その後はアシストとして活躍した。1994年にZGモビーリ・ボッテキアに移籍するが1年で同チームを離れ、1995年にはモトローラチームに移籍してランス・アームストロングのチームメイトとなる。
同年7月にツール・ド・フランスに出場したが（自身2度目の出場だった）、7月18日の第15ステージにおいて、ピレネー山脈・ポルテ=ダスペ峠の下りで他の数人の選手と共に落車。この際カサルテッリは道路沿いの縁石で顔と頭を強打し、ヘリコプターで病院に運ばれたもののまもなく死亡が確認された。このときカサルテッリは自転車用のヘルメットを装着していなかったことから（この頃はまだレース中のヘルメット装着義務がなかった）、「ヘルメットを被っていれば少なくとも生命は助かったのでは」と指摘する関係者も多い。

## その後
翌日のツール・ド・フランスはカサルテッリの追悼のため、レース中一切アタックがかかることはなく、終始アームストロングらモトローラチームのチームメイトが横一列になって先頭を走りそのままゴール、その後数秒遅れて他のチームがゴールするという異例の展開となった。このため主催者側では、同日のレース終了後この日の結果を総合成績には加えないことを発表した（集団ゴールで全選手同一タイム扱い）。一方でステージ成績は認められ（ステージ優勝やポイント賞・山岳賞等の）賞金も予定通り支払われたが、この日の賞金は全てモトローラチームが獲得しており、同チームはこの日のものを含め、大会で獲得した賞金を全てカサルテッリの家族に寄付した。
後日、ポルテ=ダスペ峠西側のカサルテッリ事故現場には小さな記念碑が、それから少し下った場所には大きなモニュメントが立てられた。大きなモニュメントには彼の名前・生年月日・没年月日が刻まれ、モニュメントの日時計にはカサルテッリの生まれた日・オリンピックで金メダルを獲得した日・事故があった日に対応した3本のラインが入っている。例年、ツール・ド・フランスがポルテ=ダスペ峠を通過する際にはテレビ中継でもこの大きなモニュメントを見ることが出来る。また、事故後の数年は大きなモニュメントの前で集団が一旦止まり、カサルテッリを追悼するシーンが見られた（ただし西側から峠を登る場合に限られ、東側から峠を登る場合はダウンヒルの途中にあたることもあり止まることはなかった）。また事故から10年後、2005年のツール・ド・フランスでポルテ=ダスペ峠を通過した際には、選手らが追悼のリストバンドを装着して哀悼の意を表すなど、現在に至るまで大きな影響を及ぼしている。
ツール・ド・フランスのレース中の事故で選手が亡くなったことがサイクルロードレース界に与えた影響は大きかった。その後も1999年のカタルーニャ一周におけるマヌエル・サンロマ、2003年のパリ～ニースにおけるアンドレイ・キビレフの死亡事故などもあり、これらの出来事は国際自転車競技連合（UCI）がロードレース中における選手のヘルメット装着義務化に動くきっかけとなった。
カサルテッリは、アルベーゼ・コン・カッサーノの共同墓地に埋葬されている。
また、地元のコモ県に所在し、ローマ教皇庁から正式に「サイクリストの女神を祀った教会」に指定されているマドンナ・デル・ギザッロ教会にはカサルテッリが使用したバイクが奉納されている。